# Plane (rivière)
Pour les articles homonymes, voir plane (homonymie).
La Plane est une rivière de 57 km de long dans le Brandebourg (Allemagne).